# NGC 6092
NGC 6092 — двойная звезда в созвездии Северная Корона.
Этот объект входит в число перечисленных в оригинальной редакции «Нового общего каталога».